# 利己无政府主义

利己无政府主义者使用的旗帜

利己无政府主义，又称无政府利己主义，常简称为利己主义或自我主义，是一种无政府主义思想流派。利己无政府主义起源于德国哲学家麦克斯·施蒂纳的思想。施蒂纳是一名19世纪存在主义哲学家。他也被称为“一位名字常常出现在无政府主义思想历史中的哲学家”以及“个人无政府主义思想最早也是最著名的代表人物”。

## 麦克斯·施蒂纳及其哲学观

### 麦克斯·施蒂纳
约翰·卡斯帕尔·施密特（1806年10月25日－1856年6月26日），以其筆名麦克斯·施蒂纳闻名，该笔名来自于他上学时因高额头的所得的外号“前额”（德语中额头为“Stirn”），德国哲学家，虚无主义、存在主义、后现代主义和无政府主义尤其是個人無政府主義的文学先驱。施蒂纳的主要作品为《唯一者及其所有物》（德語：Der Einzige und sein Eigentum）。这部作品于1844年在莱比锡首次出版，此后被多次再版并被翻译成多种语言出版。

### 麦克斯·施蒂纳的利己主义哲学

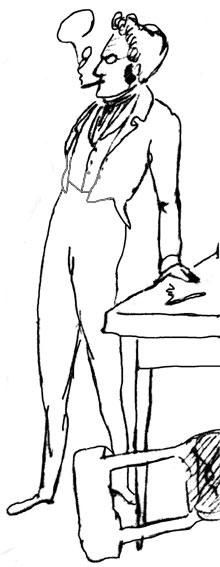
弗里德里希·恩格斯所绘制的麥克斯·施蒂納的全身画

施蒂纳的哲学通常被称为“利己主义”。施蒂纳在书中称，利己主义者拒绝为“一个伟大的观念、一个善的事业、一个学说、一个体系、一个高尚的职业”做出牺牲，利己主义者没有政治使命，有的只是在不考虑“人类最终的结果会如何”的情况下“活出自己”。施蒂纳认为，对个人权利的唯一限制是一个人获得他们渴望的东西的能力。他指出，大多数被普遍接受的社会制度——包括国家、财产所有权、一般的自然权利乃至社会这一概念本身——都只是人头脑中的“幽灵”。施蒂纳认为“不仅要废除国家，而且也要废除作为对其成员负责的制度的社会本身”。
麥克斯·施蒂納的“利己主义者联盟”这一概念首先出现于其著作《唯一者及其所有物》中。这一联盟被认为是一种非制度性的联盟，施蒂纳认为这种联盟与国家概念本身相对立。利己主义者之间的联盟关系通过各参与方的支持，以意志表现的形式不断地更新。
施蒂纳认为财产只是通过强力产生的：“在你的和你们的财产前我并不畏惧地后退，而总是把它看作我的财产，对此我是毋需予以尊重的。你们对你们称之为我的财产的东西也如法炮制吧！”、“谁知道如何夺取并保持这件事物，这件事物就属于谁。[……]我在强力中拥有的即是我自己的。只要我自己坚持为持有者，我就是事物的所有者”。
尽管施蒂纳的哲学被认为是一种个人主义哲学，但其还是影响到了后世的一些自由意志社會主義和無政府共產主義者，比如一些暴動無政府主義者就深受施蒂纳影响。无政府共产主义者埃玛·戈尔德曼将彼得·阿列克谢耶维奇·克鲁泡特金与施蒂纳的哲学相结合，形成了她自己的信仰。